# Salmoneo

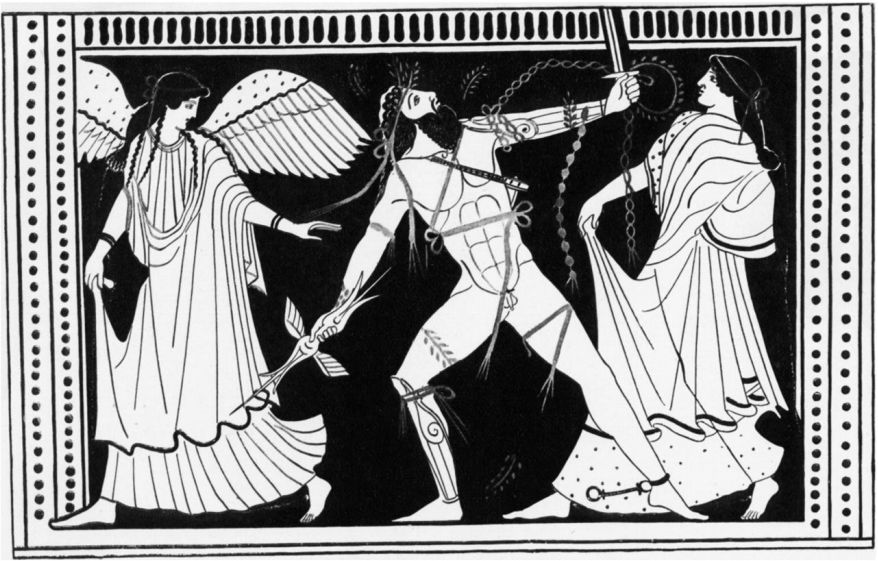
Iris, Salmoneo y su esposa. Pieza de cerámica ática: una crátera de columna de figuras rojas. 1ª mitad del s. V a. C.

En la mitología griega, Salmoneo (Σαλμωνεύς) era uno de los siete hijos de Eolo y de Enárete, aunque su madre también era conocida como Laódice, hija de Aloeo, o Ífide, hija del dios fluvial Peneo. Era hermano, entre otros, de Atamante, Sísifo o Creteo, los patriarcas más importantes entre los Eólidas. Primero se estableció en Tesalia, y más tarde se convirtió en rey de los epeos (eleos) y los pisatas; y fundó la ciudad de Salmone, en Pisátide o Pisatis, a orillas del río Alfeo; de este modo las tierras pisátides están divididas entre ocho ciudades. Salmoneo fue el padre de Tiro, por Alcídide, hija de Áleo, pero parece que murió al dar a luz. Su segunda esposa fue entonces Sidero, que maltrataba cruelmente a Tiro.Fue contemporáneo de Augías y Enómao, reyes de Pisátide o toda la Élide en diferentes versiones.
En los textos mitológicos Salmoneo era un buen ejemplo de rey impío. Mostró su arrogancia queriendo igualar a Zeus y fue castigado por su impiedad: decía que él era Zeus, a quien despojó de las ofrendas al ordenar que los sacrificios se hicieran en su propio honor, y arrastrando de su cuadriga odres secos y calderas de bronce, decía que tronaba, y arrojando al cielo antorchas encendidas, decía que relampagueaba. Como castigo por su hibris el verdadero Zeus descendió desde el mismo Olimpo y mató a Salmoneo con un rayo:

«Mató igualmente a sus hijos, mujer y esclavos..., la ciudad y los palacios anegados en ruinas. A él, lo cogió y lo arrojó al Tártaro tenebroso para que ningún otro mortal osara competir con Zeus rey. Pero, como es fama, quedó a salvo una hija amada por los bienaventurados dioses, Tiro de hermosos bucles semejante a la dorada Afrodita, porque continua riña y disputa tuvo con Salmoneo y no admitía que con los dioses un mortal se comparase».
Hesíodo, Catálogo de mujeres, fr. 30 (West)

Las fuentes tardías nos dicen que Salmoneo y su hermano Sísifo se odiaban mutuamente. Sísifo descubrió por un oráculo de Apolo que si se casaba con Tiro, ella le daría hijos que matarían a Salmoneo. Al principio, Tiro se sometió a Sísifo, se casó con él y le dio un hijo innominado. Cuando Tiro descubrió lo que el niño le podría hacer a su padre, decidió matar al infante para evitar que se cumpliese la profecía. Virgilio describe a Salmoneo entre los condenados perpetuamente en el Tártaro. Según Frazer, los primeros reyes griegos, de quienes se esperaba que produjeran lluvia en beneficio de las cosechas, tenían la costumbre de imitar los truenos y los relámpagos con el carácter de Zeus. En Cranon, Tesalia, había un carro de bronce que en tiempos de sequía era sacudido y al que se le ofrecían oraciones para propiciar la lluvia.